# 라스트 캠프파이어
라스트 캠프파이어(The Last Campfire)는 헬로 게임즈가 개발하고 배급한 퍼즐 비디오 게임이다. 2020년 8월 27일 iOS, 윈도우, 플레이스테이션 4, 닌텐도 스위치, 엑스박스 원으로 출시되었다.

## 게임플레이
라스트 캠프파이어는 퍼즐 게임이다. 플레이어는 엠버라는 이름의 영혼을 조종하며, 희망을 잃은 다른 가련한 영혼들이 그들의 목적을 찾도록 돕기 위해 다양한 환경 퍼즐을 풀어야 한다. 플레이어가 한 지역의 모든 가련한 영혼을 구하면 새로운 지역이 잠금 해제된다. 플레이어가 진행하면서 다양한 NPC를 만나 도움을 주면, 이들은 엠버에게 퍼즐을 푸는 데 필요한 새로운 아이템을 제공한다. 플레이어는 게임의 대부분의 퍼즐을 제거하는 "탐험 모드"로 게임을 플레이할 수 있다.

## 개발
이 게임은 스티브 버지스, 크리스 시먼즈, 제임스 칠콧이 만들었다. 이들은 모두 이전에 프론티어 디벨롭먼츠에서 일했으며 LostWinds와 그 속편인 윈터 오브 더 멜로디아스를 출시했다. 이 게임은 주로 브라이언 프라우드가 쓴 것을 포함하여 민담과 이야기책에서 영감을 받았다. 이 게임은 주로 애플의 모바일 기기를 위해 개발되었는데, 개발팀이 터치스크린을 염두에 두고 게임의 조작을 프로그래밍했기 때문이다.
이 게임은 더 게임 어워드 2018에서 발표되었다. 2020년 8월 27일 에픽게임즈 스토어를 통해 마이크로소프트 윈도우, 플레이스테이션 4, 닌텐도 스위치, 엑스박스 원 그리고 애플 아케이드를 통해 iOS로 출시되었다. 헬로 게임즈는 2021년 4월 9일 업데이트를 통해 더 많은 퍼즐과 방랑자의 일기를 읽고 퍼즐을 다시 플레이할 수 있는 기능을 추가했다.

## 평가
이 게임은 출시 후 리뷰 애그리게이터인 메타크리틱에 따르면 전반적으로 긍정적인 평가를 받았다.